# Oritoniscus condei
Oritoniscus condei är en kräftdjursart som beskrevs av Alessandro Brian 1956. Oritoniscus condei ingår i släktet Oritoniscus och familjen Trichoniscidae. Inga underarter finns listade i Catalogue of Life.